# Субботинский сельсовет (Красноярский край)
Субботинский сельсовет — сельское поселение в Шушенском районе Красноярского края.
Административный центр — село Субботино.

## История
Статус и границы сельского поселения установлены Законом Красноярского края от 24 декабря 2004 года № 13-2866 «Об установлении границ и наделении соответствующим статусом муниципального образования Шушенский район и находящихся в его границах иных муниципальных образований»

## Население
| 2010 | 2012  | 2013  | 2014  | 2015  | 2016  | 2017  |
| ---- | ----- | ----- | ----- | ----- | ----- | ----- |
| 2489 | ↗2506 | ↘2461 | ↘2458 | ↘2455 | ↘2452 | ↘2400 |

## Состав сельского поселения
В состав сельского поселения входят 5 населённых пунктов:
| № | Населённый пункт | Тип населённого пункта       | Население |
| - | ---------------- | ---------------------------- | --------- |
| 1 | Белозеровка      | деревня                      | 123       |
| 2 | Ленск            | деревня                      | 157       |
| 3 | Майский          | посёлок                      | 149       |
| 4 | Средняя Шушь     | село                         | 500       |
| 5 | Субботино        | село, административный центр | 1560      |

## Местное самоуправление
Субботинский сельский Совет депутатов
Дата избрания: 14.03.2010. Срок полномочий: 5 лет. Количество депутатов:  10
Глава муниципального образования
- Тасханов Олег Валерьевич. Дата избрания: 14.03.2010. Срок полномочий: 5 лет